# 苗木邦王
苗木邦王（なえき くにおう、1962年 - )は、日本の人材育成コンサルタント、ビジネス書作家。栃木県出身。

## 略歴
- 1994年　コンピュータ・システム開発会社、有限会社コミュニケーション・デザイン設立。
- 1996年　有限会社より株式会社コミュニケーション・デザインとする。
- 2001年　人材採用・育成代行事業をはじめる。
- 2004年　人材採用・育成代行事業を「偉材塾」と改称

「優秀社員の創造」を目指し8年間で1000人を超える塾生を育てている。船井総研の創始者でもある船井幸雄の著書「二つの真実」で「人づくりの名人。若い人たちの能力を引き出す日本の第一人者」と紹介される。

## 著書
- 「あなたに右腕がいない本当の理由」非売品小冊子
- 「負け癖社員はクビにしろ!」幻冬舎メディアコンサルティング 、2007年
- 「一瞬で脳を変える 伸びる化」ビジネス社、2009年